# چنگیز خان (مجموعه تلویزیونی تی‌وی‌بی)
چنگیز خان (انگلیسی: Genghis Khan) یک مجموعه تلویزیونی هنگ کنگ است که بر اساس زندگی چنگیز خان، بنیانگذار امپراتوری مغول در قرن سیزدهم ساخته شده‌است.